# Morena Gallizio
Morena Gallizio (Bolzano, 18 gennaio 1974) è un'ex sciatrice alpina italiana.

## Biografia

### Carriera sciistica

#### Stagioni 1991-1993
Altoatesina originaria di Avelengo, polivalente, Morena Gallizio esordì nel Circo bianco in occasione dei Mondiali juniores di Geilo/Hemsedal 1991, durante i quali vinse la medaglia d'argento nello slalom speciale. Ottenne il primo risultato di rilievo in Coppa del Mondo il 30 novembre 1991 a Lech (23ª in slalom speciale) e nella stessa stagione debuttò ai Giochi olimpici invernali: ad Albertville 1992 fu 23ª nel supergigante e 16ª nella combinata. Ai Mondiali juniores di Maribor vinse una seconda medaglia d'argento, questa volta in supergigante.
Il 24 gennaio 1992 ottenne il suo primo podio in Coppa del Mondo classificandosi al 3º posto nello slalom speciale di Haus vinto dalla francese Patricia Chauvet; nello stesso anno esordì ai Campionati mondiali in occasione della rassegna iridata di Morioka (5ª nello slalom speciale) e partecipò ai suoi terzi e ultimi Mondiali juniores: a Montecampione/Colere 1993 si aggiudicò due medaglie d'oro (nello slalom speciale e nella combinata) e una d'argento (nello slalom gigante).

#### Stagioni 1994-2000
Il 12 dicembre 1993 conquistò il suo ultimo podio in Coppa del Mondo nello slalom speciale di Veysonnaz, concludendo 2ª alle spalle della svedese Pernilla Wiberg per 78 centesimi di secondo. Ai successivi XVII Giochi olimpici invernali di Lillehammer 1994 gareggiò in tutte le specialità, classificandosi 14ª nella discesa libera, 5ª nel supergigante, 9ª nello slalom speciale, 4ª nella combinata e non completando lo slalom gigante.
Nelle stagioni successive non riuscì più a ottenere risultati di grande rilievo con altrettanta regolarità e alternò le presenze in Coppa del Mondo a quelle in Coppa Europa e in altri circuiti minori. Tuttavia ai Mondiali di Sestriere 1997, i secondi e ultimi cui prese parte, ottenne ancora il 7º posto nello slalom speciale e il 4º nella combinata. La Gallizio ottenne buoni piazzamenti anche alle sue ultime Olimpiadi, Nagano 1998, dove fu 26ª nella discesa libera, 8ª nello slalom speciale e 5ª nella combinata; disputò la sua ultima gara in Coppa del Mondo l'8 gennaio del 1999 a Berchtesgaden in slalom speciale, non riuscendo a qualificarsi per la seconda manche, e si ritirò dalle competizioni l'anno seguente: la sua ultima gara fu lo slalom gigante dei Campionati italiani 2000, disputato il 31 marzo a Lizzola e chiuso dalla Gallizio al 21º posto.

### Altre attività
È stata sposata con Fabrizio Tescari, a sua volta sciatore alpino.

## Palmarès

### Mondiali juniores
- 5 medaglie:
  - 2 ori (slalom speciale, combinata a Montecampione/Colere 1993)
  - 3 argenti (slalom speciale a Geilo/Hemsedal 1991; supergigante a Maribor 1992; slalom gigante a Montecampione/Colere 1993)

### Coppa del Mondo
- Miglior piazzamento in classifica generale: 11ª nel 1994
- 3 podi:
  - 2 secondi posti (1 in slalom speciale, 1 in combinata)
  - 1 terzo posto (in slalom speciale)

### Coppa Europa
- Miglior piazzamento in classifica generale: 2ª nel 1992

### Campionati italiani
- 10 medaglie[3]
  - 3 ori (slalom speciale, combinata nel 1995; combinata nel 1997)
  - 5 argenti (slalom speciale nel 1991; supergigante, combinata nel 1992; supergigante nel 1996; slalom speciale nel 1997)
  - 2 bronzi (slalom gigante nel 1993; discesa libera nel 1995)